# بخش دیه تیکون
بخش دیه تیکون یکی از بخشهای کانتون زوریخ  در کشور سوئیس است.